# 朱友倫
朱友倫（9世纪？—903年），晚唐官员。五代十国後梁太祖朱温侄子，父朱存。

## 生平
朱友伦幼年聪悟明敏，喜好文墨，通《论语》、小学，通晓声律。长大后，好骑射，有智谋，朱温说：“吾家千里驹也。”朱友伦年十九，为宣武军校。景福初年（892年），充元从骑军都将、元从马军指挥使，表右威武将军、右武卫将军。朱温征兖州、郓州，朱友伦率部兵收聚粮谷，供应军需。幽州兵至内黄，朱友伦率领前锋夜渡河，夺马千匹。领兵往八议关，遇到李克用军万余骑兵，朱友伦设疑军大胜。李罕之以潞州降朱温，被李克用军所围。朱温派遣朱友伦率领步骑数万，越险救应，大破晋军。唐朝加检校司空、守藤州刺史。
天复元年（901年），朱温和李茂贞在岐、陇用兵，李克用乘虚攻打朱温北部。朱友伦率军三万到矾山。朱友伦与氏叔琮一直追至太原。二年，朱友伦领所部兵西赴凤翔。三年，唐昭宗归长安，命朱友伦为宁远军节度使、检校司徒，赐号迎銮毅勇功臣。朱温东归，留朱友伦宿卫京师，伺察昭宗所为。十月十五，朱友伦会宾打马球，坠马而死。唐昭宗辍视朝一日，诏赠太傅，归葬于砀山县。
朱友伦死后，朱温大怒，率兵七万至河中。唐昭宗涕泣，不知所为，想要投奔太原，没有成功。宰相崔胤遣人阻止朱温，朱温怀疑朱友伦是崔胤等所杀，迫使唐昭宗罢崔胤相，奏请诛杀崔胤，唐昭宗未从，朱温派遣朱友谅至京师，兵围开化坊，杀死崔胤和京兆尹郑元规、皇城使王建勋、飞龙使陈班、阁门使王建袭、客省使王建乂、前左仆射张濬。朱温建立后梁，追封朱友倫为密王。
后梁有嗣密王朱乙，与朱友伦的关系待考。

## 相关传记
- 《旧五代史》梁书卷十二 宗室列传二
- 《新五代史》梁书卷十三 梁家人传第一